# Artiómovski (Primórie)
|  | Per a altres significats, vegeu «Artiómovski». |

Artiómovski (en rus: Артёмовский) és un poble (possiólok) del krai de Primórie, a l'Extrem Orient de Rússia, el 2002 tenia 9.728 habitants.